# Розен, Карл Густав
Карл Густав Розен (швед. Karl Gustaf Roos; 25 декабря 1655, Вестерготланд, Швеция — 1722) — шведский генерал-майор, участник Полтавского сражения.

## Биография
Родился в семье военного.
Свою военную службу начал в 1674 году волонтёром в немецкой армии в полку под командованием де-Гранкса. В составе этого полка принимал участие во франко-голландской войне (1672—1678).
В 1675 году участвовал во взятии немецкой крепости Трир, захваченной французскими войсками, а 1677 году — в осаде крепости Филипсбург.
По возвращения в Швецию служил в кавалерийском полку королевы-матери Хедвиги Элеоноры в звании 2-го лейтенанта.
В 1678 году в звании лейтенанта служил в гвардейском полку.
В 1686 году в звании майора служил в Скараборгском полку.
В 1696 году в звании подполковника служил в пехотном полку под командованием генерал-майора Эрика Соопа, дислоцированном в Риге.
С 1701 года — командир Нерке-Вермландского полка.
После Польской кампании 1705 года был возведён в дворянское достоинство и ему было присвоено звание генерал-майора.

### Участие в Северной войне
В Нарвском сражении (1700) атаковал с небольшим отрядом передовые русские укрепления возле крепости. В дальнейшем сопровождал короля Карла XII и принимал участие во многих сражениях, в том числе у Клиссова (1702), при Фрауштадте (1706), у села Малятице (1708), в Полтавской битве (1709).

#### Полтавское сражение
В Полтавской битве под командование генерал-майора Карла Розена находилась одна из 4-х пехотных колонн (6 батальонов), понёсшая большие потери во время сражения у русских редутов: колонна, овладев двумя первыми редутами, была отброшена от третьего. В результате батальоны Розена оказались оторванными от основной армии, а затем были окружены конницей А. Д. Меншикова и попали в плен.
Упоминается А. С. Пушкиным в поэме «Полтава»:
«Пальбой отбитые дружины,
Мешаясь, падают во прах.
Уходит Розен сквозь теснины;
Сдается пылкой Шлипенбах».

#### В плену
С другими пленными был проконвоирован по Москве после торжественного въезда Петра I. Потом был отправлен в Казань, где находился до своего освобождения после подписания Ништадтского договора (1721).